# Василів (Олевський район)
Василів (Василево) — колишній хутір у Голишівській волості Овруцького і Коростенського повітів Волинської губернії та Майданській сільській раді Олевського району Коростенської та Волинської округ.

## Історія
У березні 1921 року хутір, в складі Голишівської волості, увійшов до новоутвореного Коростенського повіту. У 1923 році включений до складу новоствореної Майданської сільської ради, яка, 7 березня 1923 року, включена до складу новоутвореного Олевського району Коростенської округи.
Знятий з обліку до 1 жовтня 1941 року.